# ザ・シューター (テレビドラマ)
『ザ・シューター』（Shooter）はスティーヴン・ハンターの小説『極大射程』を初めとする『スワガー・サーガ』および2007年の映画『ザ・シューター/極大射程』に基づく、アメリカ合衆国のテレビドラマシリーズである。

## 概要
かつて最高の狙撃兵であり、今は引退して妻子と暮らすボブ・リー・スワガーが主人公である。
シーズン1は『極大射程』に基づき、ボブ・リーは狙撃能力を買われて大統領暗殺阻止のチームに加わるが、罠にはまり追われる身となる。ボブ・リーは真犯人を探し、自分と家族の名誉を取り戻そうとする。前記の小説および映画に基づいているが、時代背景、登場人物など種々の変更点がある。ドラマでは舞台を現代に移しており、小説ではベトナム帰還兵、映画ではアフリカ帰還兵であったボブ・リーはアフガニスタン帰還兵となっている。また、メンフィス捜査官は女性になっており、ボブ・リーはすでにジュリーと結婚して娘もいる設定となっている。
シーズン2は『狩りのとき』に一部基づいているが、ドラマ独自のストーリーとなっている。シーズン2は10話の予定であったが、ライアン・フィリップのプライベートでの負傷により8話に短縮された。そのためシーズン3の第1話が、シーズン2の最終回的な位置づけになっている。
シーズン3は第2話以降から『ブラックライト』に一部基づいたドラマ独自のストーリーとなっている。
2015年8月に、USAネットワークがパイロット版を制作し、2016年2月にシリーズ化を決定した。
当初、シリーズは2016年7月19日に放送開始するはずであったが、ダラスでの警官による射殺事件を受けて1週間後に延期された 。その後、バトンルージュで警官が射殺された事件を受けてさらに大きく延期された。2016年11月15日からシーズン1が放送され、2017年7月18日からはシーズン2が放送された。2017年12月4日にはシーズン3の製作が発表され、2018年6月21日より放送された。2018年8月15日、シーズン3をもって打ち切りが決定した。
日本ではNetflixが"Netflixオリジナル"として、放送直後に週に1エピソードずつ独占配信した。2020年1月からはAXNでシーズン1が『ザ・シューター/極大射程』として放送され、2020年6月からはシーズン2が放送された。

## キャスト

### メイン
- ボブ・リー・スワガー（英語版）
  - 演 - ライアン・フィリップ、日本語吹替 - 加瀬康之
  - 主人公。元アメリカ海兵隊武装偵察部隊の著名な狙撃兵。
- ネイディーン・メンフィス
  - 演 - シンシア・アダイ＝ロビンソン、日本語吹替 - 村中知
  - FBI捜査官。
- アイザック・ジョンソン
  - 演 - オマー・エップス、日本語吹替 - 佐々木啓夫
  - シークレットサービス幹部でボブの海兵隊での上官。
- ジャック・ペイン
  - 演 - エディ・マクリントック、日本語吹替 - 坂本くんぺい
  - 自称テロ対策専門家。 (S1)
- クレア・ホプキンス
  - 演 - テンビ・ロック（英語版）
  - FBI特別捜査官。 (S1)
- ジュリー・スワガー
  - 演 - シャンテル・ヴァンサンテン、日本語吹替 - 園崎未恵
  - ボブの妻。
- ジョン・レンロウ
  - 演 - デヴィッド・マルシアーノ
  - FBI捜査官、ネイディーンの上司。 (S1-S2)
- ソロトフ
  - 演 - ジョシュ・スチュワート、日本語吹替 - 中村章吾
  - ロシア人の名狙撃兵。 (S2-S3)
- ハリス・ダウニー
  - 演 - ジェシー・ブラッドフォード、日本語吹替 - 小林親弘
  - ワシントンの政治家スタッフでネイディーンの元恋人。 (S2-)
- レッド・バマ・シニア
  - 演 - ジェラルド・マクレイニー
  - バマ・キャトル経営者の父にして農務次官。(S3)

### リカーリング
- メアリー・スワガー
  - 演 - レクシー・コルカー（英語版）、日本語吹替 - 佐藤美由希
  - ボブとジュリーの娘。
- パトリシア・グレッグソン
  - 演 - ビヴァリー・ダンジェロ
  - アメリカ国防情報局の幹部、のちに国家安全保障問題担当大統領補佐官。 (S1-)
- アディソン・ヘイズ
  - 演 - ハリー・ハムリン
  - ソロトフの雇用主、秘密組織アトラスの幹部で上院議員。 (S2-S3)
- ヒュー・ミーチャム
  - 演 - トム・サイズモア、日本語吹替 - 広瀬彰勇
  - CIA秘密工作員。 (S1)
- ジェフリー・デニング
  - 演 - トロイ・ギャリティ
  - 新聞記者。 (S2)
- ロン・スコット
  - 演 - デズモンド・ハリントン、日本語吹替 - 宮本誉之
  - PMCの経営者にして射撃の名手。 (S1)
- ジェームズ・リチャーズ
  - 演 - ランディ・オートン
  - 民兵集団の頭目。(S1)
- ラスフォード・オブライエン
  - 演 - ウィリアム・フィクナー
  - ボブ・リーの元教官。 (S1)
- アンジェラ・ティオ
  - 演 - ジャイナ・リー・オーティス（英語版）、日本語吹替 - 御沓優子
  - ボブ・リーとアイザックの海兵隊仲間。 (S2)
- レッド・バマ・ジュニア
  - 演 - エリック・ラディン
  - バマ・キャトル経営者。(S3)
- アール・スワガー
  - 演 - デレク・フィリップス
  - ボブ・リーの父。ベトナム戦争時の軍人にして後には保安官。(S3)
- サム・ヴィンセント
  - 演 - デヴィッド・アンドリュース
  - アールの代からのスワガー家の友人で弁護士。
- オーガスト・ルッソ
  - 演 - レイモンド・J・バリー
  - アトラスの幹部。(S3)
- ゴールド
  - 演 - カート・フラー
  - 首席大統領補佐官 (S3)
- アルバレス
  - 演 - ベニート・マルティネス
  - 合衆国大統領。 (S3)
- レイ・ブルックス
  - 演 - マイケル・オニール
  - 判事。最高裁判事候補。 (S3)

## あらすじ

### シーズン1のあらすじ
引退した著名な狙撃兵のボブ・リー・スワガーは妻子とともに静かに暮らしていたが、かつての上官アイザック・ジョンソンに誘われてアメリカ大統領の狙撃を阻止しようとする。だがウクライナ大統領が射殺され、ボブ・リーは嵌められて狙撃犯として指名手配される。ボブ・リーは逃亡しながら真相を暴き自分の無実を晴らそうとし、FBI捜査官のネイディーン・メンフィスの協力を得る。やがて、アイザック、射撃マニアの大富豪、アメリカ政府とロシア政府の一部を巻き込んだ陰謀が明らかになる。ボブ・リーは敵を殺し名誉を回復し家族のもとに帰るが、すべての陰謀が暴かれたわけではない。

### シーズン2のあらすじ
ボブ・リーは妻ジュリーと共にドイツで戦友の表彰式に出席するが、突然武装集団に襲われる。同じころ、タイに隠れ住んでいたアイザックも襲われて妻を殺される。ボブ・リーとアイザックは協力して敵を調査し、かつてアフガニスタンで麻薬を扱っているところに遭遇した秘密組織アトラスが襲撃の背後にあることが分かる。CIAも関わるアトラスは、秘密を守るためにロシアの名狙撃兵だったソロトフを雇い、ボブ・リーの戦友たちを次々と倒す。ネイディーンもアトラスの秘密に迫る。ボブ・リーとアイザックはアトラスの資金を盗んでソロトフをおびき寄せるが、アイザックはソロトフを狙ってボブ・リーを誤射してしまう。

### シーズン3のあらすじ
ボブ・リーは自分を捕えたソロトフを殺す。父アールの死の謎を調べるうちに父が初期のアトラスの一員であったことがわかり、ネイディーン、アイザックらとともにアトラスの謎を調べる。アトラスの一員で実業家のビッグ・バマ・シニアの妨害にめげず、ボブ・リーらはアトラスが連邦最高裁を支配しようとしていることを突き止め、アールを殺した判事候補を自殺に追い込む。アトラスは反対派の判事を暗殺してバランスを崩そうとするが、ボブ・リーが阻止する。ネイディーンとアイザックは、大統領直轄のアトラスに代わる秘密組織を立ち上げる。シニアはジュリーを射殺し、ボブ・リーが復讐を遂げる。

## エピソード

### シーズン1
| 通算 話数 | シーズン 話数 | タイトル                                | 監督                   | 脚本                        | 放送日         | U.S.視聴者数 (百万人) |
| --- | ------------- | --------------------------------------- | ---------------------- | --------------------------- | -------------- | --------------------- |
| 1 | 1             | "弾着点" "Point of Impact"              | Simon Cellan Jones     | John Hlavin                 | 2016年11月15日 | 1.44                  |
| 極めて有名な狙撃兵であったボブ・リー・スワガーは引退して妻子とともに静かに暮らしていたが、かつての海兵隊の同僚アイザック・ジョンソンに請われてシアトルでのアメリカ大統領狙撃を阻止しようとする。だが狙撃は実行され、ボブ・リーはジャック・ペインに撃たれそうになり、犯人としてFBI捜査官ネイディーンに逮捕される。 |               |                                         |                        |                             |                |                       |
| 2 | 2             | "脱出" "Exfil"                          | Simon Cellan Jones     | John Hlavin                 | 2016年11月22日 | 1.25                  |
| アメリカ大統領ではなくウクライナ大統領が射殺され、アイザックらがボブ・リーを犯人に仕立て上げたことがわかる。ボブ・リーは刑務所で殺されそうになり、脱走して真相を調べ始める。ネイディーンはボブ・リーが犯人であることを疑い始める。 |               |                                         |                        |                             |                |                       |
| 3 | 3             | "ムサカラ" "Musa Qala"                  | Roxann Dawson          | Adam E. Fierro              | 2016年11月29日 | 1.67                  |
| ボブ・リーは逃走しながら真相を突き止めようとし、ネイディーンに協力を求める。ボブ・リーを狙撃現場で撃ったと主張する警官がペインに殺される。ボブ・リーは山小屋に追手を誘い込み、自分の死を偽装する。 |               |                                         |                        |                             |                |                       |
| 4 | 4             | "オーバーウォッチ" "Overwatch"          | Simon Cellan Jones     | T.J. Brady & Rasheed Newson | 2016年12月6日  | 1.36                  |
| 過去のアフガニスタン戦争が描かれ、CIAのミーチャムの策謀でアイザックとボブ・リーらは危機に陥るがボブ・リーの狙撃に救われたことが明らかになる。現在、ボブ・リーは死を偽装し身を隠している。アイザックはボブ・リーを助けた戦友のドニーの母を殺して埋める。ペインはネイディーンを殺そうとしてボブ・リーに阻止される。 |               |                                         |                        |                             |                |                       |
| 5 | 5             | "火による偵察" "Recon by Fire"          | アダム・デヴィッドソン | Dara Resnik                 | 2016年12月13日 | 1.30                  |
| ペインはネイディーンが捜査しようとしたロシア人を惨殺する。ボブ・リーはウクライナ大統領暗殺に使われた弾丸を調べてスポケーンの民兵グループのキャンプに行きつく。キャンプに接近したアイザックは捕えられるが、ボブ・リーが通報したATFがキャンプを急襲する。ジュリーはテレビカメラに向かってペインを暗殺犯だと告発し、ペインはFBIに出頭する。 |               |                                         |                        |                             |                |                       |
| 6 | 6             | "血まみれの戦地" "Killing Zone"         | Simon Cellan Jones     | Matt Bosack                 | 2016年12月20日 | 1.53                  |
| ボブ・リーはひそかに家族と再会し、ドニーの母親が行方不明であること聞かされる。ネイディーンに取り調べられたペインは付属書Bのことを口に出す。黒幕のミーチャムはペインから秘密が漏れるのを恐れてFBIに干渉する。軍がペインをFBIから連行し、ネイディーンの上司も彼女の主張を認め始める。アイザックは付属書Bのことを調べる。ボブ・リーは弾丸の供給元をたどって旧師のオブライエンに会い、この弾丸を打てる銃ブラックキングは世界で4丁しかないと聞かされる。オブライエンの隠れ家を武装集団が襲撃するが二人に皆殺しにされる。 |               |                                         |                        |                             |                |                       |
| 7 | 7             | "デンジャークロース" "Danger Close"     | Christoph Schrewe      | Tim Talbott                 | 2016年12月27日 | 1.63                  |
| ペインは解放されて片足の男ロン・スコットに会い、付属書Bを公開すると脅し拒否される。ネイディーンは暗殺の背景にロシア人がいると信じて調べるが、証人のウクライナ人ジャーナリストは殺される。ボブ・リーは軍事会社の経営者ロン・スコットがブラックキングを所持していることを知り接近する。アイザックは陰謀を暴く協力をボブ・リーに申し出るが拒否される。 |               |                                         |                        |                             |                |                       |
| 8 | 8             | "レッド・オン・レッド" "Red on Red"     | Kevin Bray             | Matthew Newman              | 2017年1月3日   | 1.43                  |
| ペインは付属書Bを公開するとロシア人のグレゴリー・クルコフを脅す。ネイディーンは休職し、バージニアでスコットの屋敷を見張るボブ・リーと合流する。ミーチャムはアイザックに付属書Bを取り戻しペインを殺せば大金を払うと言う。ネイディーンとボブ・リーは、金のためにスコットとミーチャムとペインを殺してやるとクルコフに持ちかけて受け入れられる。ボブ・リーは屋敷に侵入して、クルコフの裏切りをスコットに伝える。ペインがダイアモンドを受け取る場所で、ボブ・リーは全員を殺そうとするが、アイザックの存在を知って思いとどまる。ボブ・リーはペインを襲って付属書Bとダイアモンドを奪う。ジュリーと娘がスコットの手下に捕えられる。         |               |                                         |                        |                             |                |                       |
| 9 | 9             | "弾道の強み" "Ballistic Advantage"      | Christoph Schrewe      | T.J. Brady & Rasheed Newson | 2017年1月10日  | 1.42                  |
| クルコフはミーチャムを捕えて殺す。スコットはボブ・リーを狙撃することに執着する。アイザックはボブ・リーの側に着く。ボブ・リー、ネイディーン、アイザックはボブ・リーの妻子が捕えられた場所を襲うが、スコットが仕掛けた罠であるとわかり退却する。ボブ・リーは単身でスコットの邸宅に乗り込み、妻子と付属書Bの交換の取引をまとめる。交換場所のゴルフ場に来ると、ペインはジュリーだけを連れて現れる。遠距離からボブ・リーを狙撃しようとしたスコットは、ボブ・リーの仕掛けでライフルが暴発して死ぬ。アイザックがペインの腕を狙撃し、ジュリーがペインを殺す。クルコフがボブ・リーの娘メアリーを連れてロシアの元にいるとネイディーンが言う。 |               |                                         |                        |                             |                |                       |
| 10 | 10            | "プライマーコンタクト" "Primer Contact" | Simon Cellan Jones     | John Hlavin                 | 2017年1月17日  | 1.45                  |
| ボブ・リーはロシア大使館に侵入してメアリーを救出する。だがクルコフはメアリーに仕掛けた発信器を使ってロシア軍の中にいる手下たちと共に、メアリーとジュリーに迫る。ボブ・リーはアイザックに自分の居場所をクルコフに伝えさせ、手下たちを待ち伏せ、ネイディーンとアイザックの助けで全滅させる。ボブ・リーはアイザックにダイヤモンドを与えて逃し、妻子を襲うクルコフを遠距離射撃で殺す。国家安全保障問題担当大統領補佐官のグレッグソンはボブ・リーを開放し、ボブ・リーは付属書Bの場所を教え、家族の元に戻る。アイザックはひそかにグレッグソンに会い、任務から離れたいと伝える。                                                           |               |                                         |                        |                             |                |                       |

### シーズン2
| 通算 話数 | シーズン 話数 | タイトル                                         | 監督           | 脚本                           | 放送日        | U.S.視聴者数 (百万人) |
| --- | ------------- | ------------------------------------------------ | -------------- | ------------------------------ | ------------- | --------------------- |
| 11 | 1             | "狩る者たち" "The Hunting Party"                 | Yuval Adler    | John Hlavin                    | 2017年7月18日 | 1.51                  |
| ボブ・リーは妻ジュリーとともにドイツで戦友の授賞式に出席する。授賞式は警察を偽装したテロリストに襲われ、多数が殺される。タイに隠れ住むアイザック・ジョンソンも襲撃されて妻は負傷する。閑職に追いやられたネイディーンは新しい仕事の申し出を受ける。 |               |                                                  |                |                                |               |                       |
| 12 | 2             | "アラモを忘れるな" "Remember the Alamo"          | Yuval Adler    | Will Staples                   | 2017年7月25日 | 1.17                  |
| フラッシュバックで、数年前、チームはアフガニスタンの黄金の三日月地帯でCIAのミーチャムのために製造された大量のヘロインを焼却し、ムラーの妻を捕える。 ボブ・リーは戦友たちと共にテロリスト達を追い、"黄金の三日月地帯"が絡んでいることを知る。ネイディーンはドイツに来て事件を調査する。ジュリーはアメリカに戻るが恐怖体験に苦しむ。妻を殺されたアイザックはアメリカに戻る。テロリスト達を指揮したソロトフは仲間を始末した後、アメリカに入国する。 |               |                                                  |                |                                |               |                       |
| 13 | 3             | "テキサスにかまうな" "Don't Mess With Texas"     | Jaime Reynoso  | T.J. Brady & Rasheed Newson    | 2017年8月1日  | 1.16                  |
| アフガニスタンでのフラッシュバックで、アイザックはアメリカ国防情報局に勤めていたグレッグソンに会う。CIA配下のアメリカ人たちがムラーの妻を奪おうとするが、ボブ・リーは阻止する。 ボブ・リーはテキサスに帰る。妻を殺されたアイザックもアメリカに戻り、グレッグソンに会い任務に戻りたいと申し出るが断られる。アイザックを襲った男をボブ・リーと戦友のドブスが捕え尋問しようとするが、タイにいたことが分かってアイザックが射殺する。危険が迫っていることを知ってジュリーは取り乱す。ソロトフがドブスを殺す。アメリカに戻ったネイディーンはアフガニスタンでのヘロインを調査していた新聞記者デニングを探す。グレッグソンがネイディーンの自宅を捜索して警告する。 |               |                                                  |                |                                |               |                       |
| 14 | 4             | "道の暗がり" "The Dark End of the Street"        | David Straiton | Kate Barnow                    | 2017年8月8日  | 1.27                  |
| アフガニスタンでのフラッシュバックで、ムラーの妻が殺される。 アイザックとボブ・リーは協力してドブス殺しの犯人を探し、ソロトフを追い詰めて怪我をさせるが逃げられる。ネイディーンはデニングと会い、ミーチャム死後も麻薬組織が活動していることを知る。 |               |                                                  |                |                                |               |                       |
| 15 | 5             | "真昼と呼ばれた男" "The Man Called Noon"         | Lucas Ettlin   | Jennifer Cacicio & John Hlavin | 2017年8月15日 | 1.19                  |
| アフガニスタンでのフラッシュバックで、チェチェン出身の狙撃兵であったソロトフとボブ・リーのチームとの出会いが描かれる。 ボブ・リーが刑務所で会ったロシア人マフィアのアレクシが、ソロトフは暗殺組織アトラスの一員であり、顔を知られているドブスを殺したことがわかる。ネイディーンはソロトフの情報を知る戦友のゼンダーを捕えて連行するが尾行される。ボブ・リーとアイザックらは待ち伏せて敵を全滅させ、ゼンダーは逃げ出す。ソロトフは変装してジュリーに接近し、盗聴でボブ・リーの動きを知り、ゼンダーを殺す。 |               |                                                  |                |                                |               |                       |
| 16 | 6             | "リオ・グランデを越えて" "Across the Rio Grande" | David Straiton | Matthew Newman                 | 2017年8月22日 | 1.20                  |
| ボブ・リーらはメキシコで麻薬カルテルを襲って金庫からアトラスの帳簿を盗み、資金源を断ってソロトフをおびき寄せるが逆襲される。ボブ・リーとアイザックはメキシコ警察に捕えられる。アトラスを調査するネイディーンとデニングに武装集団が迫る。PTSDに苦しむジュリーは射撃場で絡んできた男に怪我をさせる。 |               |                                                  |                |                                |               |                       |
| 17 | 7             | "ボリビアのような場所" "Someplace Like Bolivia"  | Chloe Domont   | John Hlavin                    | 2017年8月29日 | 1.30                  |
| ボブ・リーとアイザックはメキシコの刑務所に入れられ、盗んだ帳簿と資金の返却を求められる。ソロトフと麻薬カルテルが迫る中、二人は別々に脱走する。ネイディーンとデニングは、ボブ・リーの戦友のティオがアトラスに買収されていたことを知る。ボブ・リーは家に戻るが、ジュリーは射撃場の件で訴えられる。 |               |                                                  |                |                                |               |                       |
| 18 | 8             | "まさかの展開" "That'll Be the Day"              | Jaime Reynoso  | Scott Gold                     | 2017年9月5日  | 1.20                  |
| アフガニスタンでのフラッシュバックで、ヘイズがソロトフの命を救いアトラスに引き入れる。 アイザックはアメリカ国境で逮捕されヘイズが身元を引き取る。妻を殺したのはソロトフの独断でありアトラスの命令ではないとヘイズに聞かされ、ソロトフ殺しを依頼される。ソロトフはメアリーの聖餐式に爆弾を仕掛ける。アイザックがソロトフを狙撃し、誤射されたボブ・リーをソロトフが連れ出して資金と帳簿を取り戻そうとする。ネイディーンの目の前でティオは暗殺され、最後にヘイズの名前を囁く。 |               |                                                  |                |                                |               |                       |

### シーズン3
| 通算 話数 | シーズン 話数 | タイトル                                 | 監督                 | 脚本                                          | 放送日        | U.S.視聴者数 (百万人) |
| --- | ------------- | ---------------------------------------- | -------------------- | --------------------------------------------- | ------------- | --------------------- |
| 19 | 1             | "過去に繫がる道" "Backroads"             | Jaime Reynoso        | T.J. Brady & Rasheed Newson                   | 2018年6月21日 | 0.92                  |
| ソロトフは負傷したボブ・リーを連れて逃げ、警察、そしてジュリーとアイザックが追いかける。ソロトフは、保安官だったボブ・リーの父親の殺害の影にアトラスがいると話す。ネイディーンは元恋人のハリスとともにアトラスを調査するが、デニングは殺されている。ボブ・リーはソロトフをアトラスの帳簿の隠し場所に連れて行き、逆襲してソロトフを殺す。ワシントンDCでは、FBIを辞職したネイディーンとアイザックがヘイズを暗殺する。 |               |                                          |                      |                                               |               |                       |
| 20 | 2             | "赤い疑惑" "Red Meat"                    | David Straiton       | John Hlavin                                   | 2018年6月28日 | 0.72                  |
| ソロトフに言われたことが気になったボブ・リーは、30年前に目の前で保安官の父親が殺された事件を調べる。襲撃を受け、犯人プールの勤めていた会社バマ・キャトルを疑う。父の遺体を掘り起こして解剖し、父が別の狙撃手に殺されたことを知る。アトラスを調べるネイディーンとアイザックとグレッグソンは、ハリスの助けでヘイズの金庫を開け、残された文書を調べる。 |               |                                          |                      |                                               |               |                       |
| 21 | 3             | "父の罪" "Sins of the Father"            | Amanda Marsalis      | Amanda Segel                                  | 2018年7月5日  | 0.72                  |
| フラッシュバックで、ベトナム戦争時のボブ・リーの父アールはフェニックス作戦に属する。現在、ネイディーンとアイザックがハリスをテキサスに連れてきて、ハリスは父の死を調べるボブ・リーに同行する。農務次官でバマ・キャトルの経営者レッド・バマ・ジュニアの父レッド・バマ・シニアが参考人を殺す。ボブ・リーとハリスはアールの戦友を訪ねるが、バマの手下が襲って戦友を殺す。ハリスは、ヘイズがしばしばフェニックス作戦の関係者に会っていたことを思い出す。ネイディーンとアイザックはボルティモアに行き、ヘイズの文書の殺害リストに名前のあった女性カーリタに会って暗殺を阻止する。                            |               |                                          |                      |                                               |               |                       |
| 22 | 4             | "軍の重要性" "The Importance of Service" | Christopher Schrewe  | Jennifer Cacicio                              | 2018年7月12日 | 0.77                  |
| ボブ・リーは父がイーディ・プールと不倫関係にあったことを知る。ジュリーがイーディに会って手紙の束を渡される。ネイディーンとアイザックはDCでアトラスが暗殺を謀った武器仲買人の命を救う。ハリスはバスでダラスに向かうが捕えられ、レッド・バマ・シニアに"神の箱"と呼ばれる暗号解読装置がヘイズの金庫にあったはずだと問い詰められる。アイザックは仲買人からヘイズの監禁場所を聞き出す。ネイディーン、アイザック、ボブ・リーは廃鉱山からハリスを救い出す。ネイディーンとアイザックはグレッグソンが神の箱を持っているのではと疑う。                                                                            |               |                                          |                      |                                               |               |                       |
| 23 | 5             | "招集命令" "A Call to Arms"              | David Straiton       | Matt Bosack                                   | 2018年7月19日 | 0.70                  |
| レッド・バマ・シニアは神の箱を見つけるようアトラスに脅される。アイザック、ネイディーン、ハリスはグレッグソンが神の箱を持っていることを確認して仲間に入れ、神の箱と引き換えにアトラスでのヘイズに代わる地位を得るようレッド・バマ・シニアと交渉させる。ボブ・リーは父親の死の謎を追ってワシントンDCに行き、アイザックらに合流する。ヘイズの葬儀で引き渡しが行われ、グレッグソンは殺されるが神の箱はハリスに残される。カーリタが仲間に加わる。 |               |                                          |                      |                                               |               |                       |
| 24 | 6             | "Lines Crossed"                          | Jessica Lowrey       | John Hlavin                                   | 2018年7月26日 | 0.67                  |
| ボブ・リーとアイザックはグレッグソンの手配に従ってアトラスを知るアールの戦友に会う。神の箱がタイタン社のものであるため、ネイディーン、ハリス、カーリタはタイタン社で働くハリスの旧友からIDカードを手に入れてネイディーンが侵入する。ネイディーンはある情報を手に入れるがアトラスに襲われ、警察に投降する。だが何者かがネイディーンを連れ出す。レッド・バマ・シニアはボブ・リーに法的措置を仕掛け、ジュリーは直接会いに行く。 |               |                                          |                      |                                               |               |                       |
| 25 | 7             | "敵か味方か" "Swing Vote"                | Christoph Schrewe    | John Hlavin                                   | 2018年8月2日  | 0.70                  |
| ネイディーンは司法省のマーゴに、アトラス調査の協力を求められて解放される。ネイディーンが得た情報は要人の避難経路であるとわかり、テロの危険が迫る。グレッグソンの家からUSBドライブを手に入れてマーゴに渡す。アトラスのトップは主席大統領補佐官のゴールドである。ボブ・リーとアイザックはかつてのアトラスの指導者のキャサリン・メイフィールドを精神病院に訪ねるが、アトラスの暗殺者がメイフィールドを始末する。レッド・バマ・シニアがアトラスの武装部隊を率いてネイディーン、ボブ・リー、アイザック、カーリタの隠れ家を襲う。ジュニアはサムから何かを得ようとして暴力に訴える。サムは末期の脳腫瘍である。 |               |                                          |                      |                                               |               |                       |
| 26 | 8             | "証拠の行方" "The Red Badge"             | Chloe Domont         | John Hlavin                                   | 2018年8月9日  | 0.71                  |
| ボブ・リーはジュニアが何かを探していたことを知り、父が残したビデオテープの証拠を手に入れる。シニアは息子をアトラスの仲間ルッソのもとに隠すが、ルッソは無能なジュニアを始末することを主張する。アトラスの一員で、かつてベトナムでアールに恥ずべき行為を目撃されたブルックスが連邦最高裁判事の候補となる。サムは死ぬ。 |               |                                          |                      |                                               |               |                       |
| 27 | 9             | "アルファ・ドッグ" "Alpha Dog"           | Hanelle M. Culpepper | David Daitch                                  | 2018年8月16日 | 0.79                  |
| ボブ・リーはジュニアを追って極右集団の本拠に入って格闘試合をし、縛られてシニアに拷問されて怪我をし、ジュニアが死んだと聞かされる。ネイディーンとアイザックはアールのビデオを見せてゴールドを脅すが、アイザックはゴールドを殺してしまう。カーリタばハリスを倒して暗号解読装置を持ち出し、アトラスに渡す。 |               |                                          |                      |                                               |               |                       |
| 28 | 10            | "始まりの日" "Orientation Day"           | David Straiton       | Jennifer Cacicio & Desta Tedros Reff          | 2018年8月23日 | 0.70                  |
| カーリタは追跡装置を持って暗号解読装置とともにアトラスの新兵訓練基地に行く。フラッシュバックで、カーリタがアトラスの新入りだった頃が描かれる。カーリタに導かれたボブ・リーとアイザックは捕らえられ、ルッソに心理ゲームを仕掛けられる。カーリタは二人を助け、ルッソを殺し、基地を爆破する。ボブ・リーはブルックスが父を殺したことを知る。家に盗聴装置が仕掛けられたことを知ったジュリーは娘と姉を連れて家を出る。 |               |                                          |                      |                                               |               |                       |
| 29 | 11            | "家族の危機" "Family Fire"               | Ami Canaan Mann      | Eric Anderson & Matt Bosack                   | 2018年8月30日 | 0.73                  |
| ボブ・リーはブルックスを誘拐する。アトラスに包囲されるが、ネイディーンの連れてきたFBIがアトラスを倒し、ブルックスは自殺する。ボブ・リーはFBIに逮捕される。アトラスは爆弾テロを企む。ジュリーはシニアの手下から逃げる。 |               |                                          |                      |                                               |               |                       |
| 30 | 12            | "守護聖人/守るべき者" "Patron Saint"     | Millicent Shelton    | David Daitch & Katie Johnson & Matthew Newman | 2018年9月6日  | 0.59                  |
| シニアはブルックスに代わる連邦最高裁判事候補をめぐって大統領を脅す。大統領はネイディーンとハリスを呼び、アトラスに抗するための協力を求める。ジュリーはボブ・リーに会い、家族を優先するよう求める。だがボブ・リーは家に戻らず、アイザックの見つけたアトラスの手がかりを追う。アトラスが最高裁の前で爆弾テロを起こす。 |               |                                          |                      |                                               |               |                       |
| 31 | 13            | "危険信号" "Red Light"                   | David Straiton       | John Hlavin                                   | 2018年9月13日 | 0.79                  |
| 避難所に連れていかれた判事をアトラスの刺客が狙うが、ボブ・リーに倒される。ネイディーンとアイザックはアトラスに代わる大統領直属の組織プロメテウスを立ち上げ、ハリスは大統領首席補佐官代理となる。シニアは辞任を迫られて事業を売却し、ボブ・リーの暗殺を謀る。ボブ・リーはテキサスの家族のもとに戻るが、ジュリーは別居を求める。シニアの雇った男たちがスワガー家を襲撃し、シニアが自らジュリーを射殺する。三か月後、ハリスがプロメテウスに秘密の任務を持ち込む。カナダの山小屋に隠れ住むシニアをボブ・リーが射殺する。                                                                                    |               |                                          |                      |                                               |               |                       |